# Georg Bärsch
Georg Friedrich Bärsch (également Baersch ; né le 30 septembre 1778 à Berlin et mort le 7 janvier 1866 à Coblence), conseiller privé du gouvernement royal prussien, est le premier administrateur de l'arrondissement de Prüm. Il se fait connaître comme éditeur de l'Eiflia illustrata (de) de l'historien Johann Friedrich Schannat (de) (1683-1739) et auteur de traités sur l'histoire de l'Eifel. Pour ses recherches historiques, il reçoit un doctorat honorifique de l'Université de Bonn.

## Origine
Ses parents sont le commissaire de guerre royal prussien Johann Georg Bärsch (1740-1823) et son épouse Anna Dorothea Schwahn (morte en 1780).

## Biographie
Après une formation commerciale, il entre au service militaire prussien en 1806 et participe aux batailles contre les troupes d'occupation françaises, dont la libération temporaire de la ville de Stralsund par le régiment de hussards du major Ferdinand von Schill en 1809.
Malgré son zèle patriotique et son appartenance à la Ligue de la Vertu, il ne peut mener une grande carrière militaire car son obéissance anticipée le conduit à entreprendre des opérations militaires en solo trop spectaculaires. Il doit même quitter temporairement l'armée prussienne après avoir encouru la colère du roi prussien Frédéric-Guillaume III parce qu'il a envahi Berlin occupé par les Français de sa propre initiative avec 30 cosaques. Baersch s'enfuit à Hambourg et rejoint la Légion hanséatique, où il est promu major et capitaine.
Le ministre d'État prussien Karl August von Hardenberg le ramène au service prussien en 1814 et le charge d'organiser la construction de la Landwehr dans la région d'Aix-la-Chapelle et de Coblence. Cependant, Baersch quitte bientôt l'armée prussienne et assume à partir de 1816 des fonctions politiques dans la réorganisation de la province de Rhénanie, tombée aux mains de la Prusse après le Congrès de Vienne. Après avoir travaillé brièvement dans les arrondissements nouvellement formés de Lechenich (de) et Soest (de), il devient le premier administrateur de l'arrondissement de Prüm en 1819.

En raison de ses mérites, le roi de Prusse promeut l'administrateur d'arrondissement au rang de conseiller du gouvernement du gouvernement du district de Trèves en 1834, où Bärsch prépare l'inventaire statistique de la situation économique et culturelle dans le district de Trèves pour le gouvernement prussien sous le titre « Description du district de Trèves ». Il est promu conseiller du gouvernement privé et prend sa retraite en 1848. Irrité par les troubles politiques du Vormärz, à la suite desquels l'armurerie de Prüm est prise d'assaut par des hordes de paysans révolutionnaires, Baersch se retire à Coblence, où il se consacre entièrement à ses études historiques. Il décède en 1866 à l'âge de 88 ans. Son legs se trouve aux Archives principales d'État de Coblence (de).

## Famille
Bärsch se marie deux fois. Sa première épouse est Juliane Wilhelmine Eltze (morte en 1836), fille du marchand Gottfried Eltze de Berlin et de Juliane Weyher. Après sa mort, le 7 juin 1843, il se marie avec Emilie von der Mark (née en 1805), fille du commissaire de guerre royal prussien et plus tard de l'intendanturrat Wilhelm von der Mark et d'Helena von Gahlen. Les deux mariages restent sans enfants

## Héritage historique

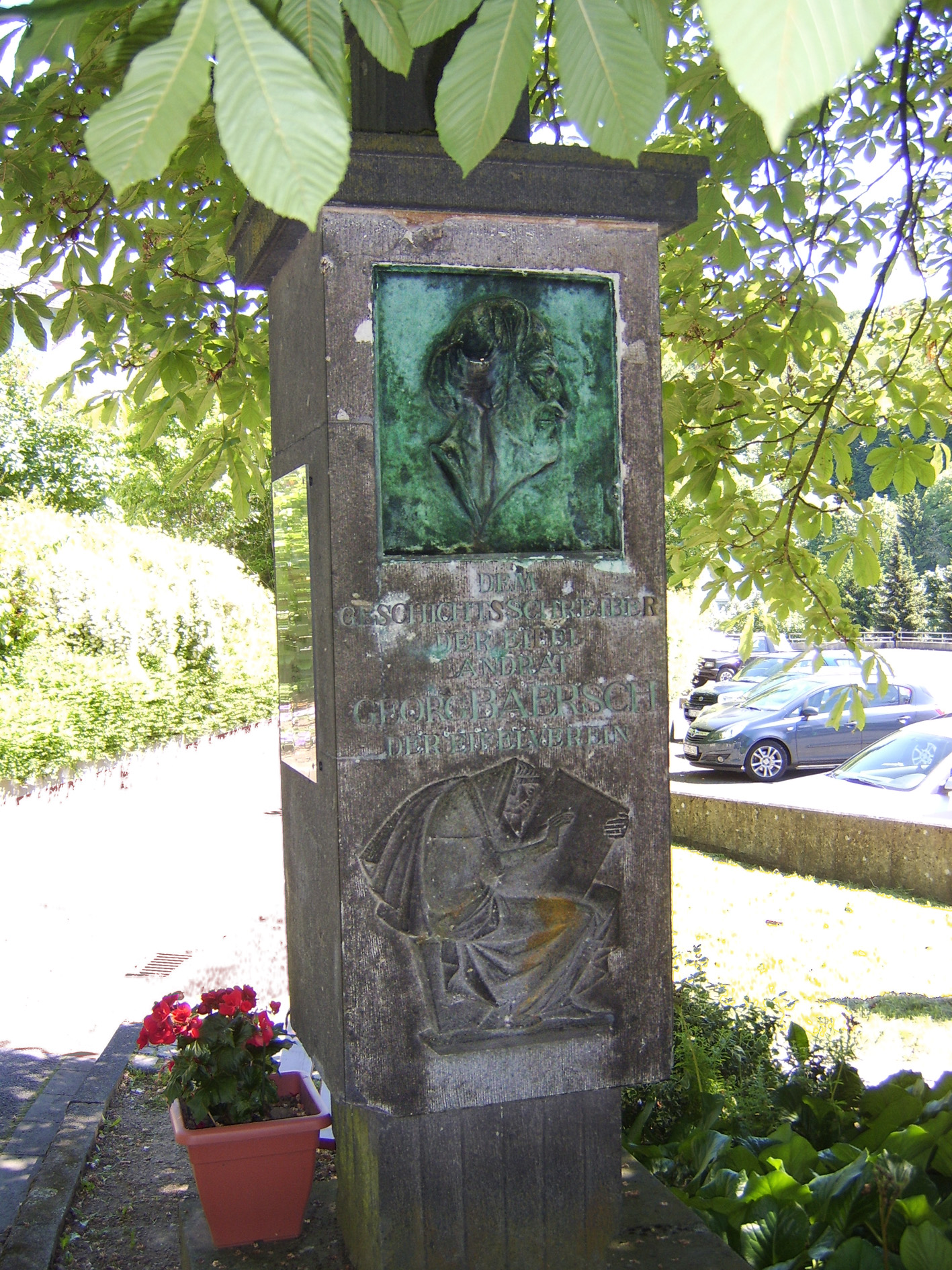
« À l'historien et administrateur d'arrondissement de l'Eifel, Georg Bärsch » – Monument Bärsch à Prüm

Dans son écriture autobiographique, Erinnerungen aus meinem vielbewegten Leben avec l'ajout du titre Manuscript für meine Freunde Bärsch lui-même énumère les ouvrages qu'il a publiés.

### Eiflia illustrata
Outre son travail de fonctionnaire prussien, Bärsch collectionne avec passion des documents et des dossiers sur l'histoire des maisons princières et des abbayes de l'Eifel et de la Rhénanie. Il prend connaissance de l'existence d'un écrit de l'historien Johann Friedrich Schannat (de) (1683-1739) sur l'Eifel, qu'il a rédigé pour l'archevêque de Prague et comte de Blankenheim-Manderscheid sous le titre Eiflia illustrata 1739. Bärsch trouve un exemplaire illustré de l'ouvrage à la Bibliothèque grand-ducale de Darmstadt. Il fait rédiger en latin le manuscrit, une description historique et géographique de l'Eifel, qu'il fait traduire en allemand et actualiser et compléter les indications qu'il contient. Il y ajoute de nombreux documents de sa vaste collection, de sorte que le manuscrit de Schannat devient un ouvrage en huit volumes, que Bärsch publie en trois volumes entre 1824 et 1855.
L'Eiflia avec le titre complet Eiflia Illustrata oder geographische und historische Beschreibung der Eifel von Johann Friedrich Schannat, 1739. Auszug aus dem latheinischen Manuscripte übersetzt und mit Anmerkungen und Zusätzen bereichert von Georg Bärsch, 1852, constitue encore aujourd'hui l'un des ouvrages standards les plus importants de la littérature historico-géographique de l'Eifel. Il est réédité à Osnabrück en 1966.

### Annalen des Historischen Vereins für den Niederrhein
Georg Baersch est membre de l'Association historique du Bas-Rhin et publie les résultats de ses recherches historiques dans ses annales. Déjà dans le deuxième numéro de la publication spécialisée, publiée depuis 1855, son essai est publié : Nachrichten über Klöster des Prämonstratenser-Ordens, besonders im Rheinlande und Westphalen. Dans le numéro 7, il publie une étude sur la famille noble anglaise Bertie et en 1860, dans le numéro 8, il publie des documents sur les abbayes de Malmedy et Stavelot.

### Monographies
- Einige geschichtliche Nachrichten über Stadtkyll im Kreise Prüm, und über die vormaligen Besitzer dieses Ortes, die Grafen von Manderscheid. Johann Peter Bachem (de), Cologne,1821
- Johann Friedrich Schannat und Georg Bärsch: Eiflia illustrata oder geographische und historische Beschreibung der Eifel. Johann Peter Bachem, Cologne, 1824, Digitalisat bei Googlebooks
- Moselstrom von Metz bis Coblenz. 1841.
- Beschreibung des Regierungsbezirkes Trier. 1848–49.
- Beiträge zur Geschichte des Tugendbundes. Hambourg, 1852.
- Das Prämonstratenserkloster Steinfeld. 1857.

### Écrits biographiques
- Ferdinand von Schill Zug und Tod im Jahre 1809, 1860[16].
- Erinnerungen aus meinem vielbewegten Leben. Beaufort, Aix-la-Chapelle, 1857[17].